# Kumari Jayawardena
Kumari Jayawardena (m. 1931) es una líder feminista, profesora y académica esrilanquesa. 
Su obra es parte del canon del feminismo del tercer mundo, que conceptualiza a las filosofías feministas que son indígenas y únicas para las sociedades y las naciones no occidentales en vez de meros vástagos del feminismo occidental.
Jayawardena es autora de varios libros, incluyendo a Feminismo y nacionalismo en el tercer mundo, por la que fue seleccionada para el Premio Feminist Fortnight en el Reino Unido en 1986. Y citada por Ms. Magazine en 1992, por escribir uno de los "20 libros más importantes de las décadas feministas de 1970 a 1990". Ese texto es hoy ampliamente usado en Programas de Estudios feministas en todo el mundo.
En Feminism and Nationalism in the Third World, Jayawardena reconstruye la historia de los movimientos de los derechos de la mujer en Asia y el Oriente medio desde el siglo XIX hasta los 1980s, focalizándose en Egipto, Turquía, Irán, India, Sri Lanka, China, Indonesia, Vietnam, Japón, Corea, Filipinas. Su investigación indica que el feminismo no era una ideología extranjera impuesta a los países del Tercer Mundo, sino, que se desarrollaron por sí solas en Asia y el Medio Oriente como mujeres lucharon por la igualdad de derechos y en contra de la subordinación de la mujer en el hogar y en la sociedad en general.

## Ámbito académica
Jayawardena nació e hizo su educación media en Sri Lanka para más tarde, en 1952, decidirse a entrar a la London School of Economics. Se graduó en ciencia política en 1955; y, luego calificó como abogada del estudio Lincoln, en Londres, en 1958. También obtuvo el Certificat d'Etudes Politiques por el Institut d'etudes politiques de Paris, en París (más conocido como Sciences Po) en 1956. En 1964, recibió un doctorado defendiendo una tesis sobre el movimiento reabajador en Ceylon, por la London School of Economics.
De 1969 a 1985, enseñó ciencia política en la Universidad de Colombo en Sri Lanka, retirándose como profesora asociada. También enseñó en el "Women and Development Masters Course" en el Instituto de Estudios Sociales de La Haya, Holanda de 1980 a 1982, y fue un miembro afiliado del Instituto Bunting en Radcliffe de 1987 a 1988. enseñando actualmente en el Programa de Maestría en Estudios de la Mujer de la Universidad de Colombo y es una alta miembro del Instituto de Estudios de Posgrado de la Universidad.
Sus libros y artículos se han traducido al idioma cingalés y al tamil. Ha jugado un papel activo en las organizaciones de investigación de la mujer y movimientos de derechos civiles en Sri Lanka, y es secretaria de la Asociación de Científicos Sociales, un grupo de académicos interesados trabajando en étnica, género, casta y otros temas.